# Уолли Уэст
Флэш (Уолли Уэст) (англ. The Flash (Wally West)) — персонаж комиксов DC Comics, супергерой, изначально носивший имя Кид Флэш (англ. Kid Flash), а позднее ставший третьим Флэшем.
6 мая 2011 года IGN поставил Уолли Уэста на 8 место в списке «100 величайших супергероев из комиксов», обратив внимание на то, что «Уолли был участником Юных Титанов, Новых Титанов и Лиги Справедливости». У Уолли в будущем появился внук из 25 века. В том же веке жил враг 2-го Флэша «Эобард Тоун».

## История

### Кид Флэш
Уолли Уэст был создан Джоном Бруном и Кармином Инфантино и впервые появился в The Flash #110 (декабрь 1959) в качестве Кид Флэша. Уолли Уэст — племянник Айрис Уэст, жены Барри Аллена, второго Флэша. Во время визита в полицейскую лабораторию, в которой работал Барри, Уолли получил свои силы таким же образом как и Барри. Персонаж стал членом команды Юные Титаны, где подружился с Диком Грейсоном, также известным как Робин и впоследствии Найтвинг.

### Флэш
Во время кроссовера Crisis on Infinite Earths Барри Аллен пожертвовал своей жизнью, чтобы спасти Землю, разрушив нацеленную на неё антиматериальную пушку. Уолли Уэст занял его место, став новым Флэшем.

### The New 52
Семья Уолли Уэста (The New 52)
|             |             |             |             | Виллиам Уэст |             |  |  |           |           |            |           |           |           |  |  |  |  |  |  |  |  |  |  |            |            |            |            |            |            |
|             |             |             |             |              |             |  |  |           |           |            |           |           |           |  |  |  |  |  |  |  |  |  |  |            |            |            |            |            |            |
|             |             |             |             |              |             |  |  |           |           |            |           |           |           |  |  |  |  |  |  |  |  |  |  |            |            |            |            |            |            |
|             |             |             |             |              |             |  |  |           |           |            |           |           |           |  |  |  |  |  |  |  |  |  |  |            |            |            |            |            |            |
| Дэниэл Уэст | Дэниэл Уэст | Дэниэл Уэст | Дэниэл Уэст | Дэниэл Уэст  | Дэниэл Уэст |  |  | Руди Уэст | Руди Уэст | Руди Уэст  | Руди Уэст | Руди Уэст | Руди Уэст |  |  |  |  |  |  |  |  |  |  | Айрис Уэст | Айрис Уэст | Айрис Уэст | Айрис Уэст | Айрис Уэст | Айрис Уэст |
| Дэниэл Уэст | Дэниэл Уэст | Дэниэл Уэст | Дэниэл Уэст | Дэниэл Уэст  | Дэниэл Уэст |  |  | Руди Уэст | Руди Уэст | Руди Уэст  | Руди Уэст | Руди Уэст | Руди Уэст |  |  |  |  |  |  |  |  |  |  | Айрис Уэст | Айрис Уэст | Айрис Уэст | Айрис Уэст | Айрис Уэст | Айрис Уэст |
|             |             |             |             |              |             |  |  |           |           |            |           |           |           |  |  |  |  |  |  |  |  |  |  |            |            |            |            |            |            |
|             |             |             |             |              |             |  |  |           |           | Уолли Уэст |           |           |           |  |  |  |  |  |  |  |  |  |  |            |            |            |            |            |            |

## Вымышленная биография
В 10 лет Уолли Уэст подвергся воздействию такого же несчастного случая, что и его дядя Барри Аллен — в стоящий рядом с ним шкаф с химикатами ударила молния. После этого он имеет доступ к Силе скорости — практически неописанной межпространственной энергии, от которой питают свои силы большинство спидстеров (людей с суперскоростью) Вселенной DC.
Благодаря связи с Силой скорости Уолли получил множество способностей:
- Сверхчеловеческая скорость — первое время после получения способностей пределом скорости Уолли был звуковой барьер. Став Флэшем и столкнувшись с Зумом, смог преодолеть скорость света.

Во время события Решительного Часа спас вселенную, преодолев временной барьер. Позже преодолел Межпространственный барьер и, наконец, барьер Силы скорости, максимальный предел во вселенной комиксов DC.
- Защитная аура — энергетическое поле, защищающее Уолли от трения об землю и воздух и столкновения с мелкими частицами воздуха.
- Одолжение и кража скорости — Уолли может поделиться с любым объектом своей скоростью, ускорив его вплоть до своих пределов, или, наоборот, отнять частично или полностью кинетическую энергию объекта.

## Силы и способности

### Силы
Сверхчеловеческая скорость: Уолли — сверхчеловек, который может передвигаться с невероятной быстротой. Он биологически унаследовал связь с энергией, известной как Сила Скорости. В качестве Кид Флэша он достигал скорости, превышающей 3403 метра в секунду и мог двигаться даже быстрее скорости света. После того, как он вернулся в качестве взрослого человека, он мог двигаться ещё быстрее. Благодаря знанию Силы Скорости, он мог двигаться с быстротой мысли. Барри Аллен однажды сказал, что Уолли был быстрее всех бегунов, вместе взятых. Уолли может бегать по поверхности воды и вверх по зданиям. Он может создавать вихри, бегая по кругу или просто вращая руками. Его обычная скорость дозвуковая (менее, чем 1239,2 километра в час). Эта скорость достаточно высока и не наносит вреда окружению.
- Канал Силы Скорости: Сила Скорости является источником сил для большинства бегунов. Уолли не исключение.
- Одолжение/воровство скорости: Уолли может как даровать скорость объектам, там и забирать её себе.
- Конструкции Силы Скорости: Концентрируя энергию Силы Скорости, Уолли может создавать конструкции.
- Вибрация молекул: Уолли может становиться неосязаемым благодаря вибрации собственными молекулами. Он может также поделиться этой способностью с ближним (например, с тем, кто держит его за руку), хотя он редко пользуется этой способностью для подобного, потому что такое её использование требует большей концентрации и более сильной вибрации (тем самым он изнуряет себя психологически и физически, рискуя застрять «на полпути», если кто-нибудь не выведет его из этого состояния). Теоретически, он может разрушать или распылять органический материал, хотя он этого и не демонстрировал.
- Заживление ран: Ускорив свой заживляющий фактор, Уолли может исцелиться от тяжёлых травм. Хотя заживление может произойти неправильно, и ему всё равно может потребоваться медпомощь.
- Перемещение в пространстве: С Космической Беговой Дорожкой Уолли  может осуществлять ограниченное перемещение в пространстве и времени.
- Невосприимчивость/сильная сопротивляемость к изменению времени: Он продемонстрировал сопротивляемость к изменениям во временном потоке, по всей видимости, благодаря особенностям своего происхождения; его родители встретились после Решающего Часа (Zero Hour), но он сам появился до этого события.
- Уменьшающая трение аура: Обладает аурой, которая защищает его и его одежду от эффекта трения в воздухе. Эта аура также частично защищает от неблагоприятных погодных условий, например от снега, песка или дождя.
- Сверхчеловеческая ловкость: Уолли  может реагировать любой частью тела с такой же скоростью, как бегает. Теоретически на полной скорости он может сражаться и продумывать все свои действия.
- Сверхчеловеческая выносливость: Благодаря связи с Силой Скорости выносливость Уолли намного выше, чем у обычного человека.
- Биоделение: Незадолго до события Наши Миры в Войне (Our Worlds at War) он получил способность создавать свои копии. «Клоны» повиновались его приказам и всегда присоединялись к нему после выполнения задания. Один из клонов был убит во время миссии Титанов на Апоколипсе (Apokolips), вызвав у Уэста сильнейшую физическую боль. Он не использовал клонов до события Мир Без Юной Справедливости (World Without Young Justice).

### Способности
Всё дело в угловом моменте. Создав достаточную центробежную силу, я могу снизить притяжение чёрной дыры. Поддерживая достаточную скорость, я слажу с ней.
Сверхскоростная речь: Флэши и другие сверхбыстрые бегуны способны общаться между собой на огромной скорости.
Сверхбыстрое чтение: Барт читает с невероятной быстротой.
Фотографическая память: В отличие от других бегунов, Барт обладает по-настоящему фотографической памятью; он может мгновенно вспомнить всё, что когда либо читал, видел или слышал (другие бегуны, по большей части, быстро всё это забывают).
Полиглот: Аллен может говорить и на английском языке, и на интерлаке (Interlac) (языке тридцатого столетия — прим. переводчика). Предположительно, он владеет другими языками на начальном уровне.
Знания в области рукопашного боя: Эти знания Барт получил от Робина и полиции Лос-Анджелеса. Также он обладает широкими познаниями в области человеческой анатомии.

### Уровень силы
Кид Флэш обладает силой молодого человека своих возраста и габаритов, который умеренно тренируется.

## Приспособления

### Снаряжение
Кольцо с костюмом

## Вне комиксов

### Телесериалы
Уолли Уэст появился в сериале «Флэш» во 2 сезоне 9 серии, здесь он является родным братом Айрис, а не племянником. Он зарабатывает на лекарство для матери на гонках по улицам и в качестве выигрыша забирает автомобиль.
В эпизоде «Раскол» он и Джесси Квик подвергаются воссозданному взрыву ускорителя частиц, который создал Харрисон Уэллс для того, чтобы вернуть скорость Барри. В конце второго сезона Барри возвращается в прошлое и спасает свою мать от убийства Обратным Флэшем, тем самым создав альтернативную вселенную, Флэшпоинт. В этой вселенной Уолли — спидстер (по его словам, в его машину попала молния, которая смешалась с ускорителем для закиси азота). Здесь он носит жёлтый костюм как в комиксах и противостоит Конкуренту, а помогает ему в этом Айрис. В конце первого эпизода третьего сезона он смертельно ранен Конкурентом, однако Барри снова возвращается в прошлое и останавливает самого себя, позволив Эобарду убить его мать. Когда с Земли-2 вновь приходит Джесси, ставшая спидстером, Уолли начинает завидовать, ибо также хочет им стать, что бы спасать людей и помогать Барри. В эпизоде «Тень» он видит видения из его жизни во время Флэшпоинта, а также слышит голос Алхимии, который хочет вернуть ему способности. В конце эпизода он хватает Философский камень, который заточает его в кокон. После освобождения из него Уолли наконец обретает способности бегуна. На протяжении всего 3-го сезона был учеником и полноценным членом команды Флэша.

### Анимация
- Уолли Уэст появился в мультсериале «Супермен».
- Уолли Уэст появился в мультсериале: Teen Titans как Кид Флэш [5 сезон 8 серия].
- Уолли Уэст появился в мультсериале: Young Justice/Young Justice: Invasion как Кид Флэш и был одним из главных супергероев.
- Уолли Уэст появился в мультсериале: «Лига справедливости»/«Лига справедливости. Без границ» как Флэш и был одним из главных супергероев Лиги справедливости.
- Уолли Уэст появился в нескольких эпизодах мультсериала: «Бэтмен: Отважный и смелый» как Кид Флэш.
- Уолли Уэст появился в нескольких эпизодах мультсериала: The Superman / Aquaman Hour of Adventure как Кид Флэш.
- Уолли Уэст появился в мультфильме: «Лига Справедливости: Новый барьер» как Кид Флэш.

### Игры
- Уолли Уэст появляется в игре: Young Justice: Legacy (как Кид Флэш)
- Уолли Уэст появляется в игре: Justice League: Heroes (как Флэш)
- Уолли Уэст появляется в игре: Justice League Task Force (как Флэш)
- Lego Batman 3: Beyond Gotham (как Кид Флэш)
- Lego DC Super-Villains (как Флэш)
- DC Legends (Android/iOS) (как Кид Флэш)